# Заире
Заире (порт. Zaire), једна је од 18 покрајина у Републици Ангола. Покрајина се налази на северозападном делу земље са излазом на Атлантски океан и граничи се са Демократском Републиком Конго.
Покрајина Заире покрива укупну површину од 40.130 km² и има 567.225 становника (подаци из 2014. године). Највећи град и административни центар покрајине је град Мбанза Конго.